# Caularthron
Genre
Classification phylogénétique
Caularthron est un genre de plantes à fleurs de la famille des Orchidaceae.

## Synonymes
- Diacrium Lindley (1881)

## Répartition
Amazonie.

## Liste partielle d'espèces
- Caularthron amazonicum  (Schltr.) H.G.Jones (1968)
- Caularthron bicornutum  (Hook.) Raf. (1837) 2n = 40, n = 20[1].
- Caularthron bilamellatum  (Rchb.f.) R.E.Schult. (1958)
- Caularthron kraenzlinianum  H.G.Jones  (1980